# Adrama apicalis
Adrama apicalis är en tvåvingeart som beskrevs av Tokuichi Shiraki 1933. Adrama apicalis ingår i släktet Adrama och familjen borrflugor. Inga underarter finns listade i Catalogue of Life.